# فالفوغنا دي بالاغور
بلدية بالفوغونا دي بالاغير (بالكاتالانية: Vallfogona de Balaguer) هي بلدية تقع في إسبانيا في لاردة (مقاطعة). يقدر عدد سكانها بـ 1,769 نسمة ومساحتها 27 كم2 وترتفع عن سطح البحر 235 متر.